# Labeobarbus osseensis
Labeobarbus osseensis är en fiskart som först beskrevs av Nagelkerke och Sibbing 2000.  Labeobarbus osseensis ingår i släktet Labeobarbus och familjen karpfiskar. IUCN kategoriserar arten globalt som sårbar. Inga underarter finns listade i Catalogue of Life.